# Torreblanca

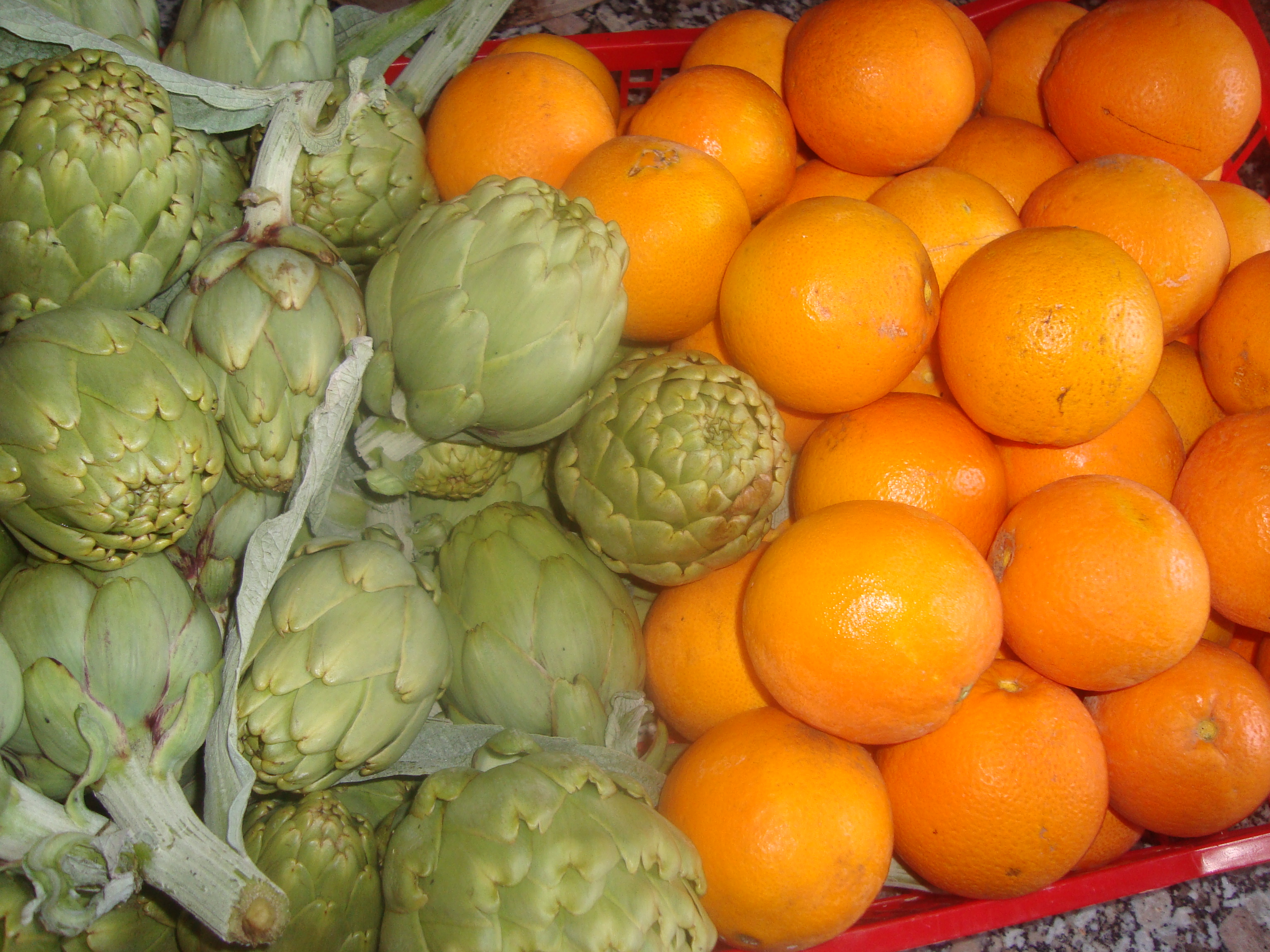
Artichauts et oranges de Torreblanca (Castellón)

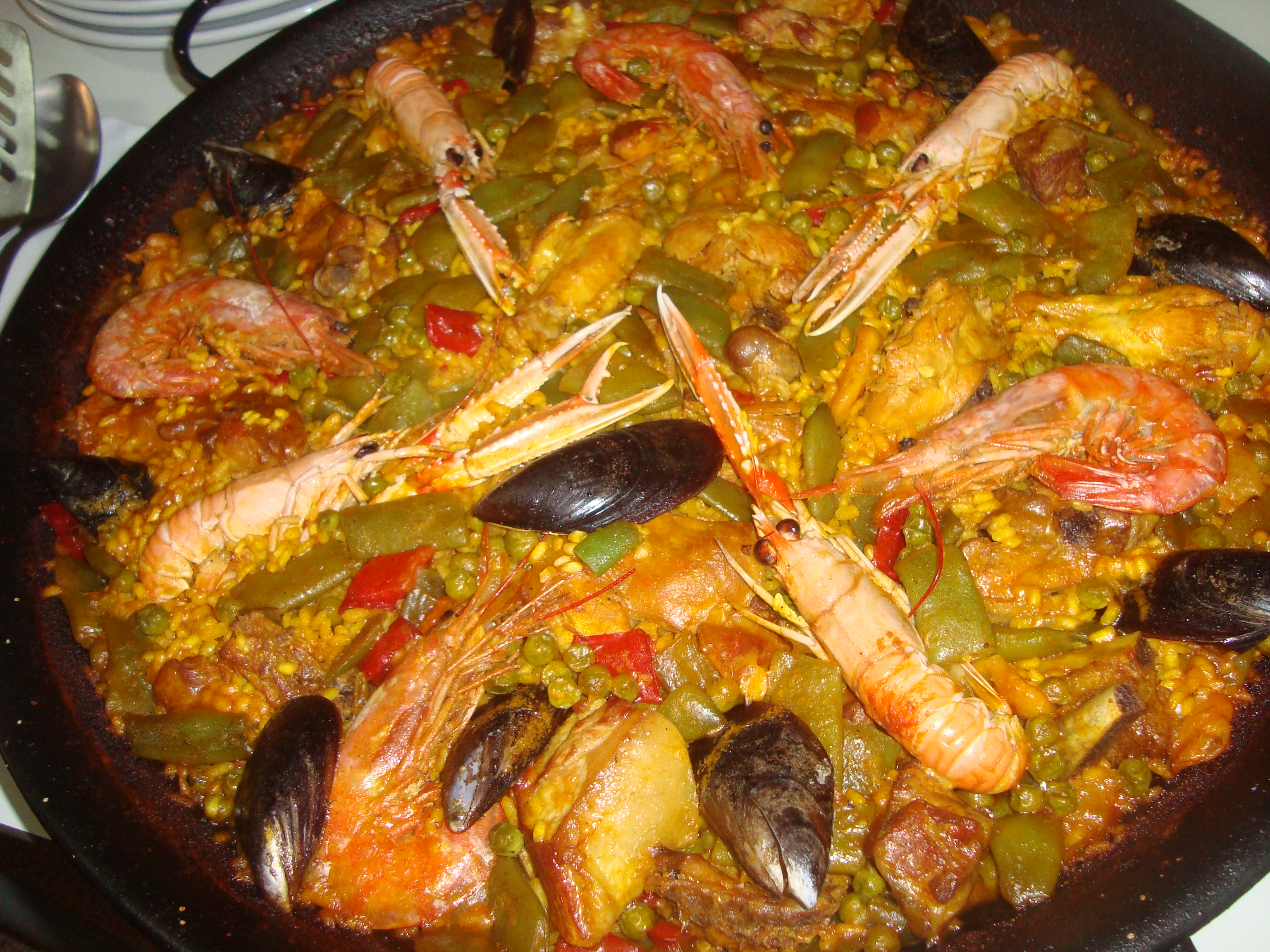
Paella Valenciana, gastronomía de Torreblanca

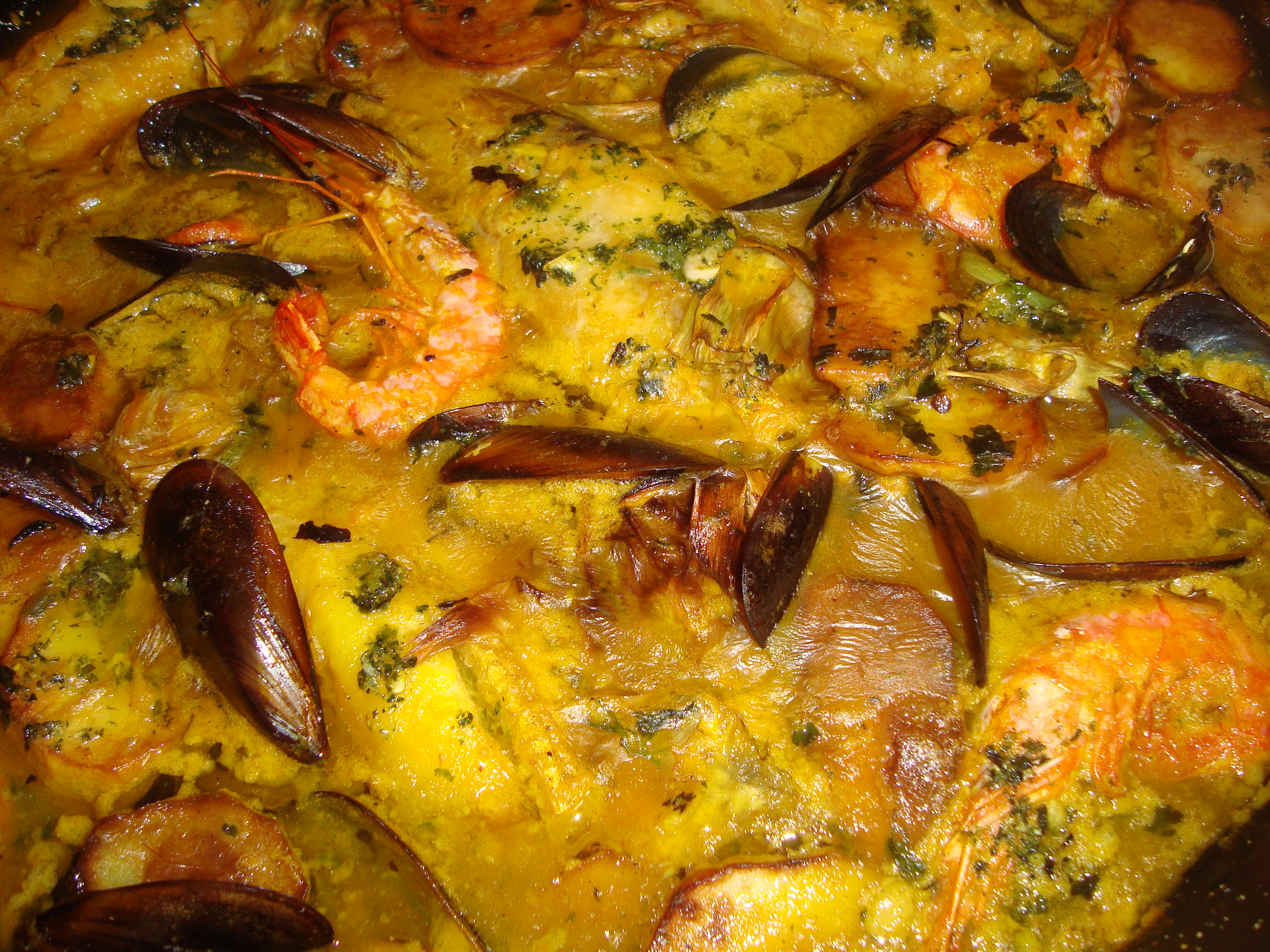
Zarzuela de poisson et de fruits de mer

Torreblanca (en valencien et en castillan) est une commune d'Espagne de la province de Castellón dans la Communauté valencienne. Elle est située dans la comarque de Plana Alta et dans la zone à prédominance linguistique valencienne.

## Géographie

Localisation de Torreblanca
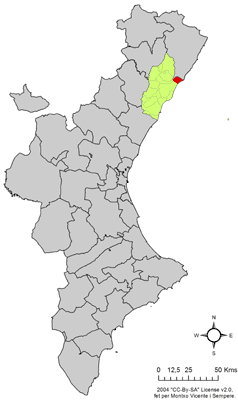
dans la Communauté valencienne.
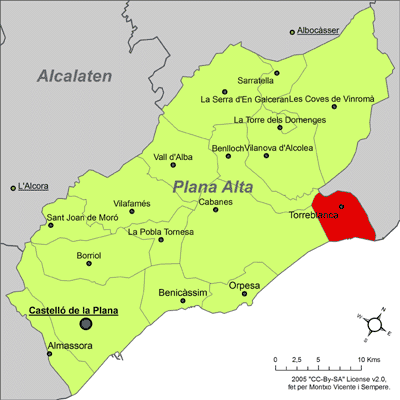
dans la comarque de Plana Alta.

Torreblanca se trouve au sud de la Sierra de Irta, en pleine Côte del Azahar; le nom viendrait selon la tradition de celui de l'une des anciennes tours de vigie : la Tour de Doña Blanca.
Son climat méditerranéen, l'air de la mer, en hiver, lui donne une température très agréable et la chaîne côtière qui va du nord-est au sud-ouest, constitue une sorte d'écran qui empêche la pénétration de l'air froid et la protège des vents du nord et d'ouest.
On accède à cette localité depuis Castellón en prenant la N-340 ou l'autoroute AP-7 (sortie 44). Il existe également un accès ferroviaire. (RENFE)

### Zones d'habitation
Sur le territoire de Torreblanca, on trouve la zone habitée de Torrenostra.

### Communes voisines
Torreblanca est entourée par les communes suivantes : Alcalá de Chivert, Alcoceber, Benlloch et Cabanes, toutes situées de la province de Castellón.

## Administration
| Liste des Alcades |                   |           |         |
| Période           | Identité          | Parti     | Qualité |
| 1979-1983         | -                 | -         | -       |
| 1983-1987         | -                 | -         | -       |
| 1987-1991         | -                 | -         | -       |
| 1991-1995         | -                 | -         | -       |
| 1995-1999         | -                 | -         | -       |
| 1999-2003         | -                 | -         | -       |
| 2003-2007         | Manuel Agut Escoí | PSPV-PSOE | -       |

## Économie
L'économie est basée traditionnellement sur la culture des agrumes, et leur commercialisation. Il existe également des fabriques de meubles.
De nos jours s'est développé de manière importante le secteur touristique sur la plage de Torrenostra.

## Monuments et sites

### Monuments civils

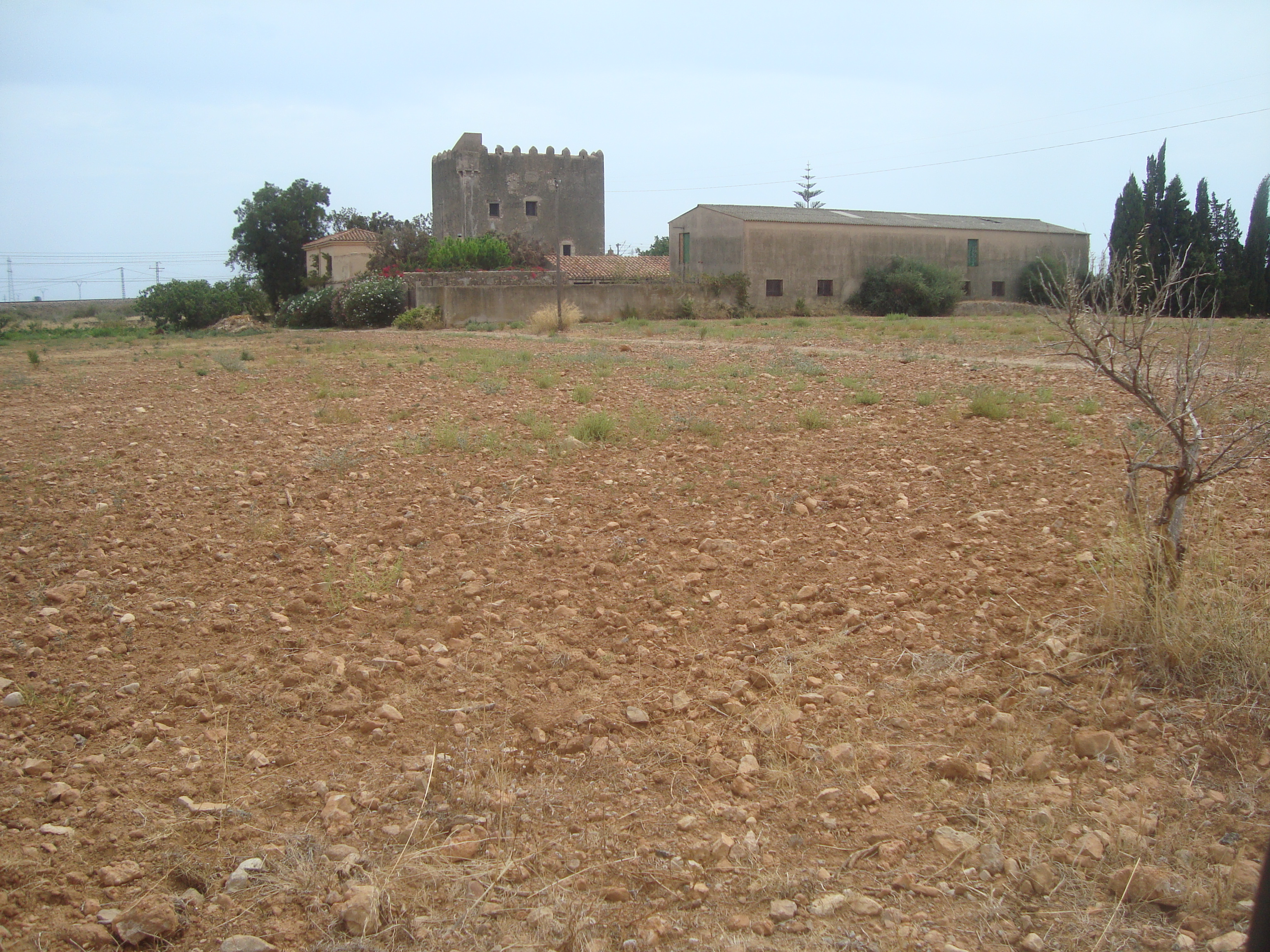
Torre del Marqués (Torreblanca)

- Torre del Marqués. Cette tour appartenait à Doña Blanca descendante de Jacques I, d'où la dénomination ancienne "Torre de Doña Blanca". C'est un édifice médiéval de plan quadrangulaire, crénelé avec une petite arcade et une porte d'entrée renforcée avec de gros clous.

### Sites
- Parc naturel du Prado de Cabanes-Torreblanca. Zone humide qui abrite diverses espèces d'oiseaux aquatiques. Il a également une grande valeur pour ses paysages. Il forme la zone humide la plus étendue et la mieux conservée de la Province de Castellón. Le parc naturel s'étend sur une superficie approximative de 845 ha, appartenant aux communes de Torreblanca et Cabanes. Le paysage  est celui d'une plaine littorale séparée de la mer par un cordon de graviers et de cailloux avec des accumulations de sable où se forment les marécages de ce parc. Sa longueur approche les 7 km, et sa largeur 1,5 km; et enserrait autrefois un étang. Derrière ce cordon, on trouve une zone de dépôts quaternaires, dont des sédiments côtiers. L'intérêt écologique et paysager de cet espace, ainsi que sa fragilité sont les raisons qui ont conduit essayer de le sauvegarder par une déclaration d'espace protégé.

- Torrenostra. A seulement trois kilomètres du village, cette plage de sable est idéale pour profiter du soleil et de la mer. Les eaux claires, les services de secours, les zones de jeux et les autres équipements publics la convertissent en un lieu parfait pour la distraction des enfants et des adultes. Le centre maritime de Torrenostra, accessible par une route droite et pourvu d'une excellente plage, est un ancien hameau de pêcheurs qui aujourd'hui est en plein processus de croissance en tant que lieu touristique et de villégiature. On y trouve une des nombreuses Tours de Vigie qui étaient déployées dans la province de Castellón. Elle a été récemment restaurée et peut être visitée.

- Playa del Nord (Plage du Nord).

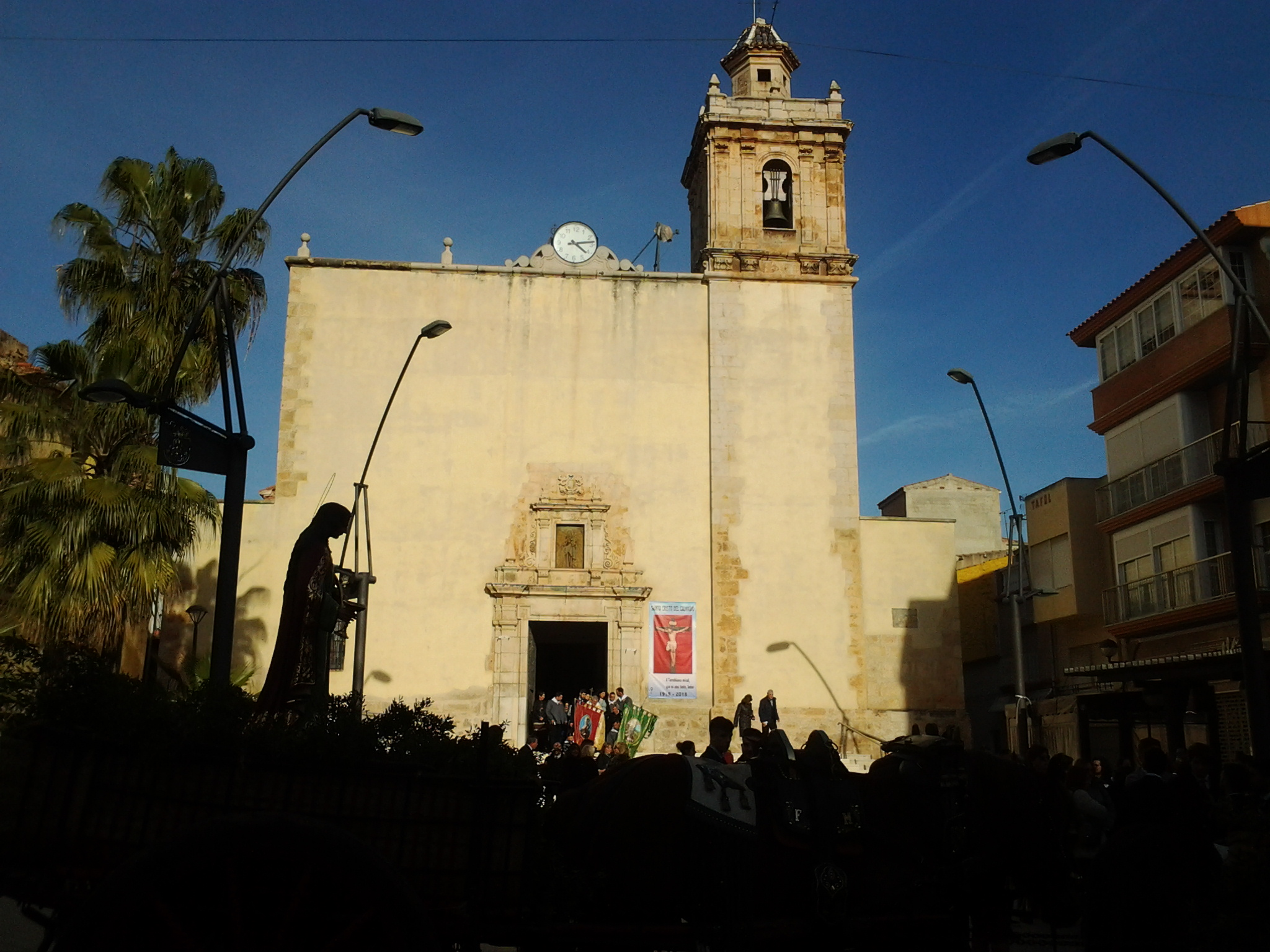
Torreblanca

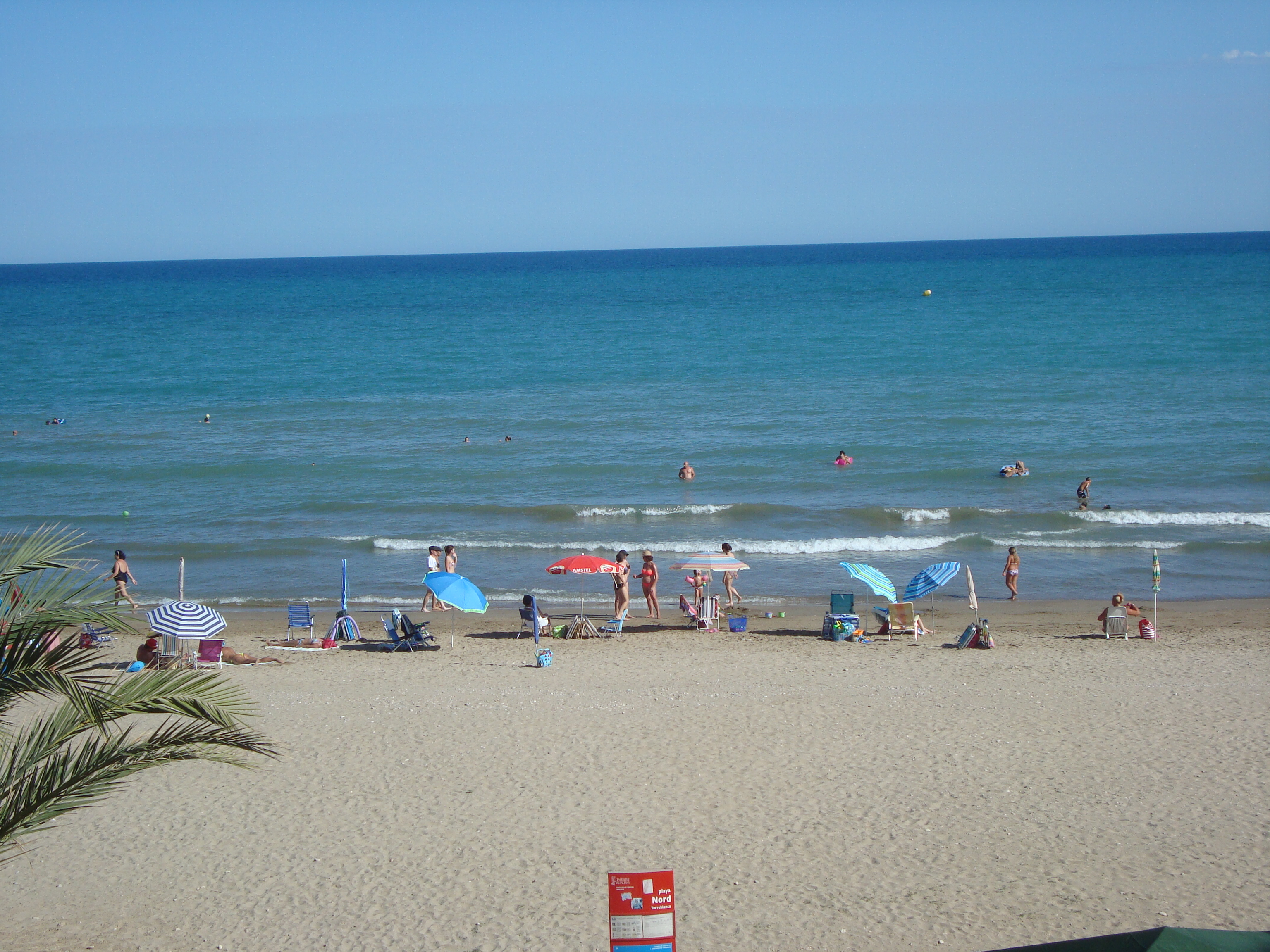
Platja Nord de Torreblanca
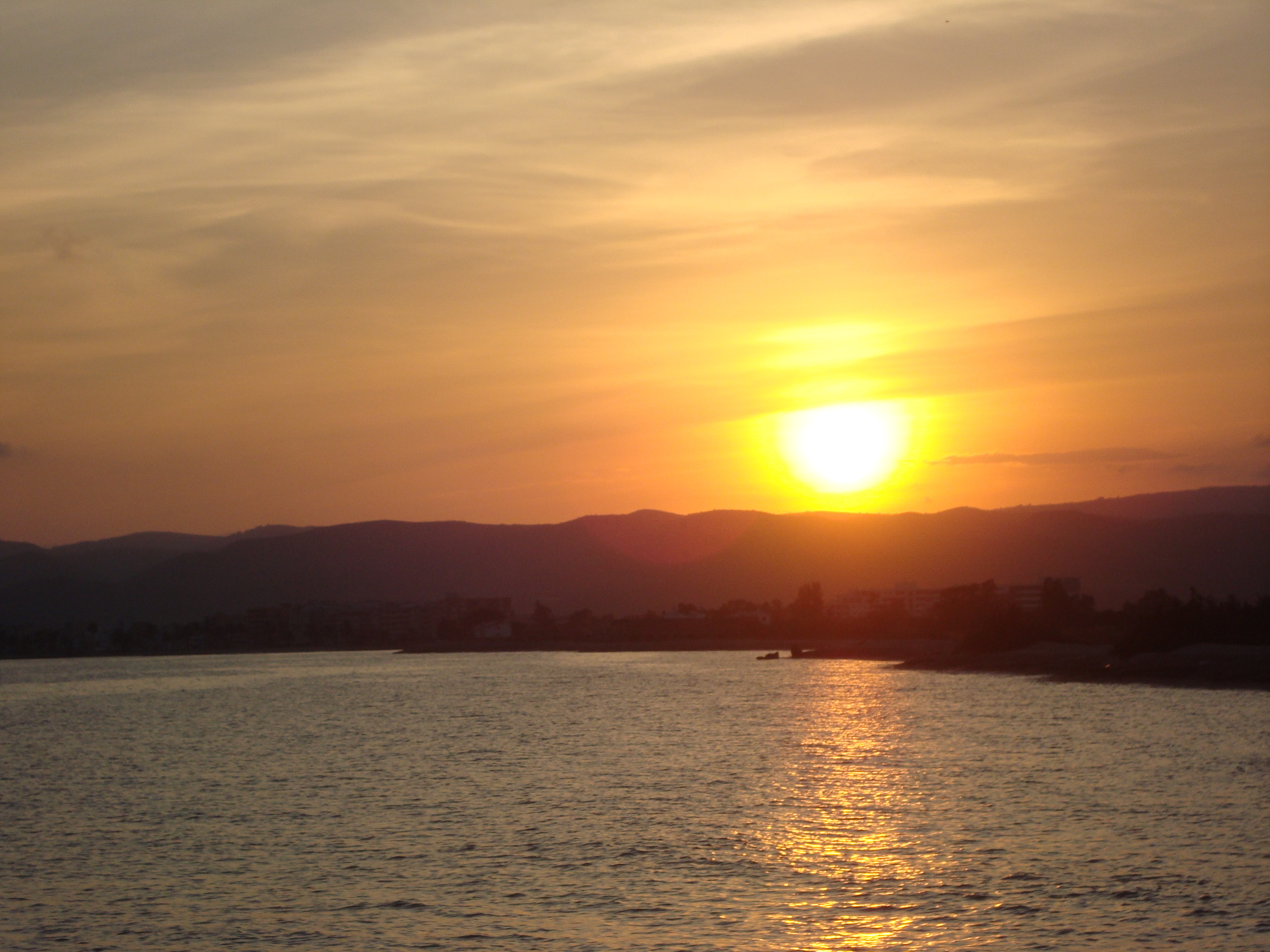
Côte Torreblanca
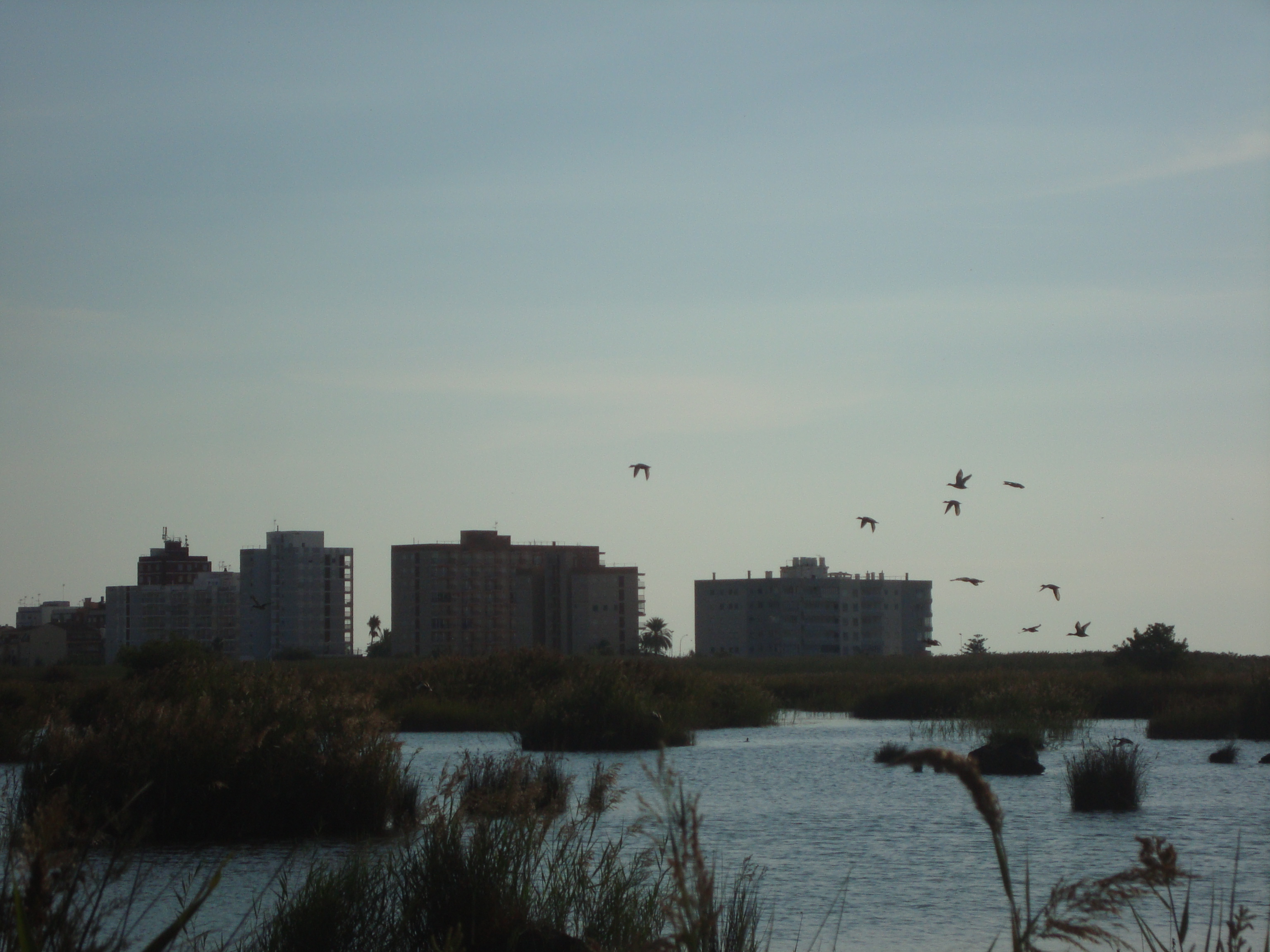
Torreblanca
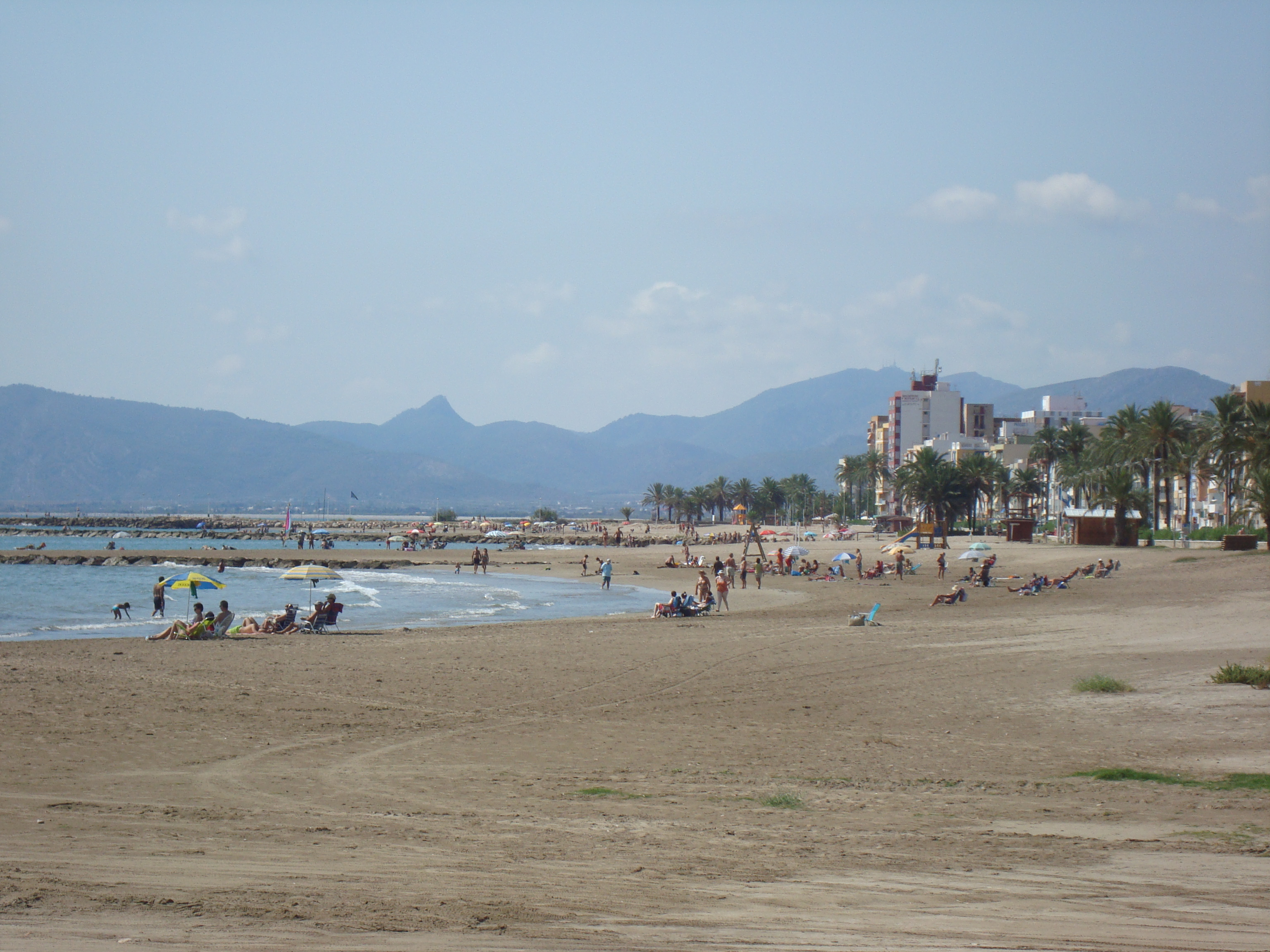
Platja Nord de Torrenostra (Torreblanca)

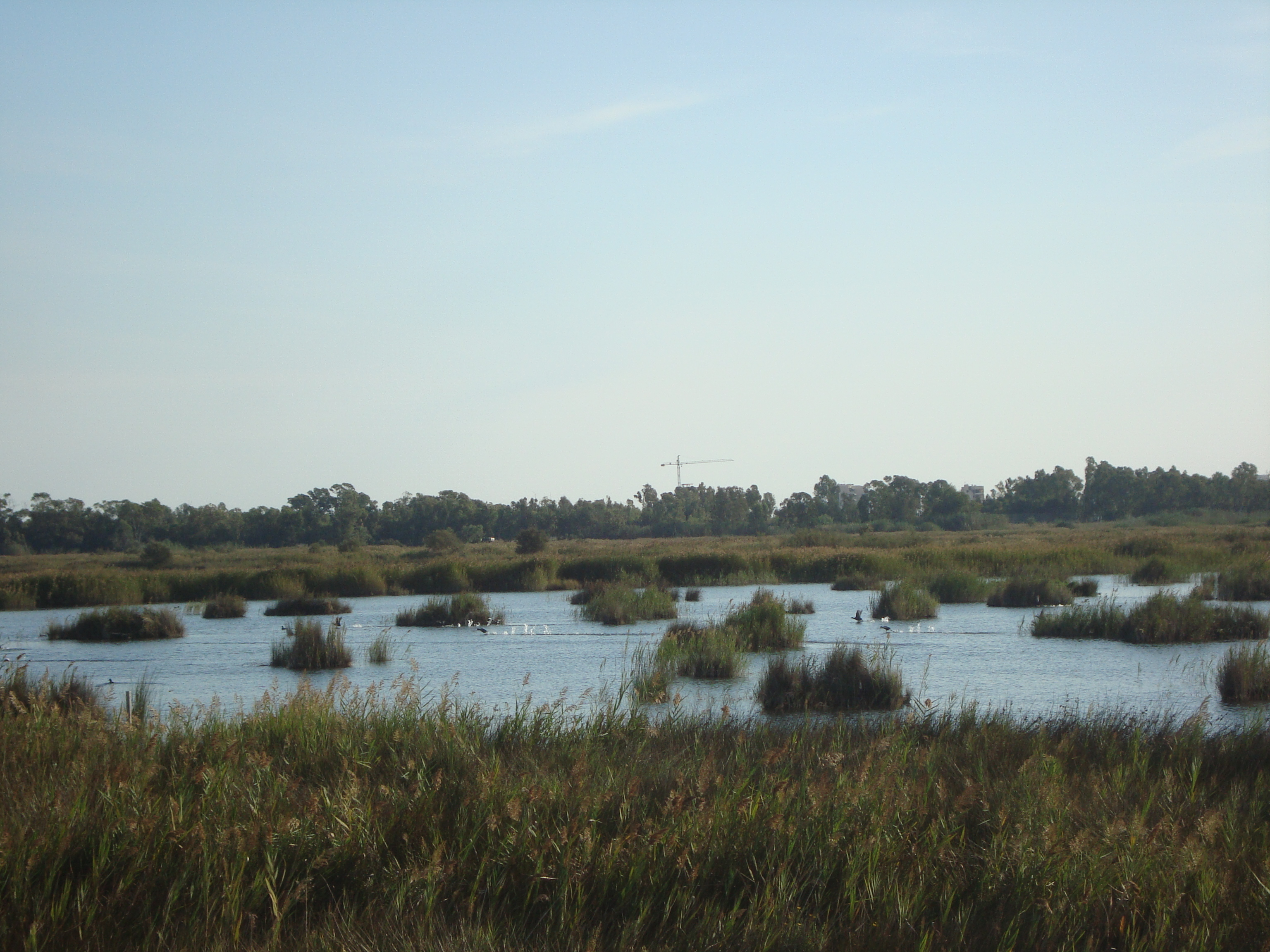
Paraje Natural del Prat de Cabanes-Torreblanca
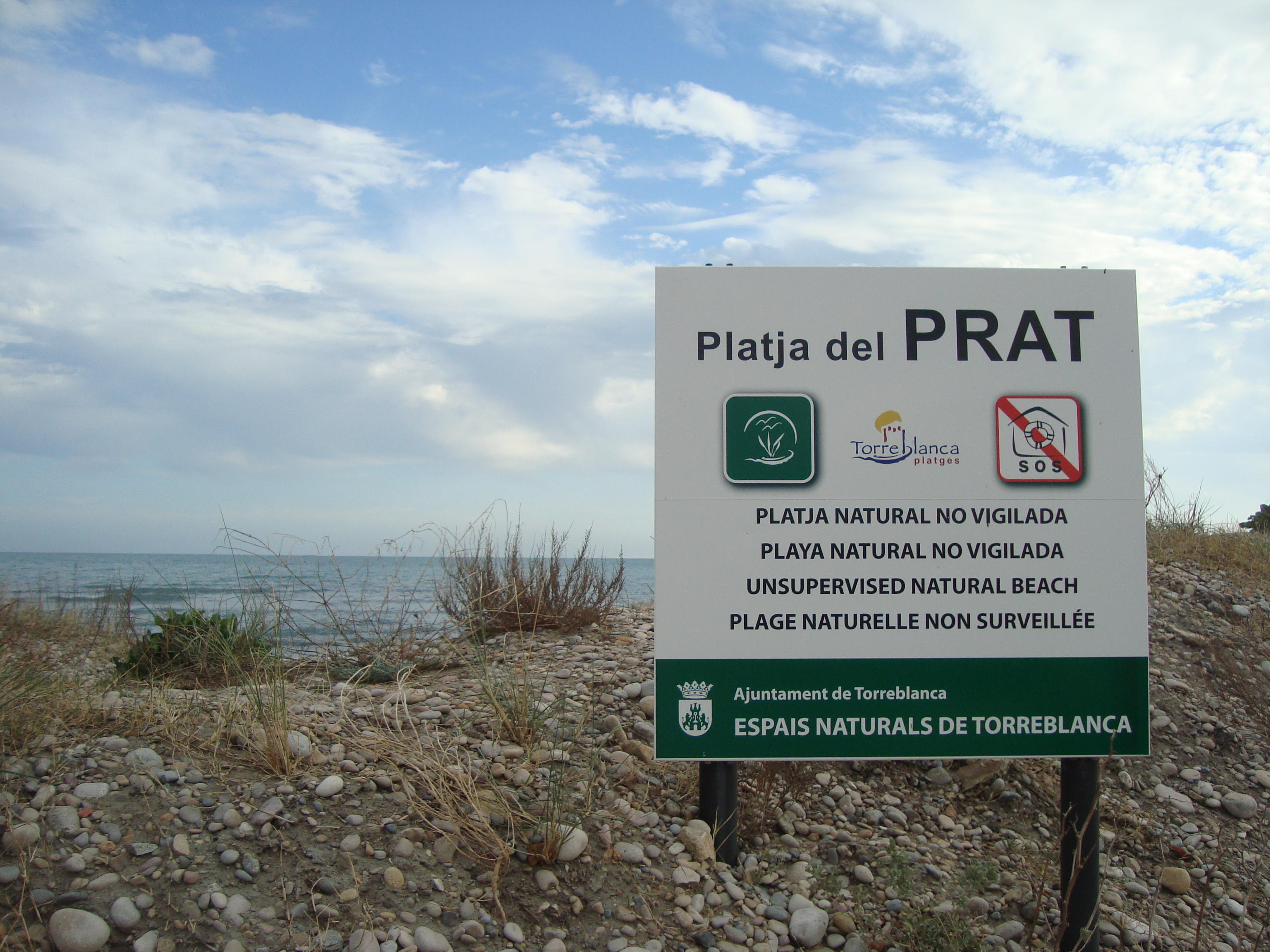
Plage del Prat (Torreblanca)
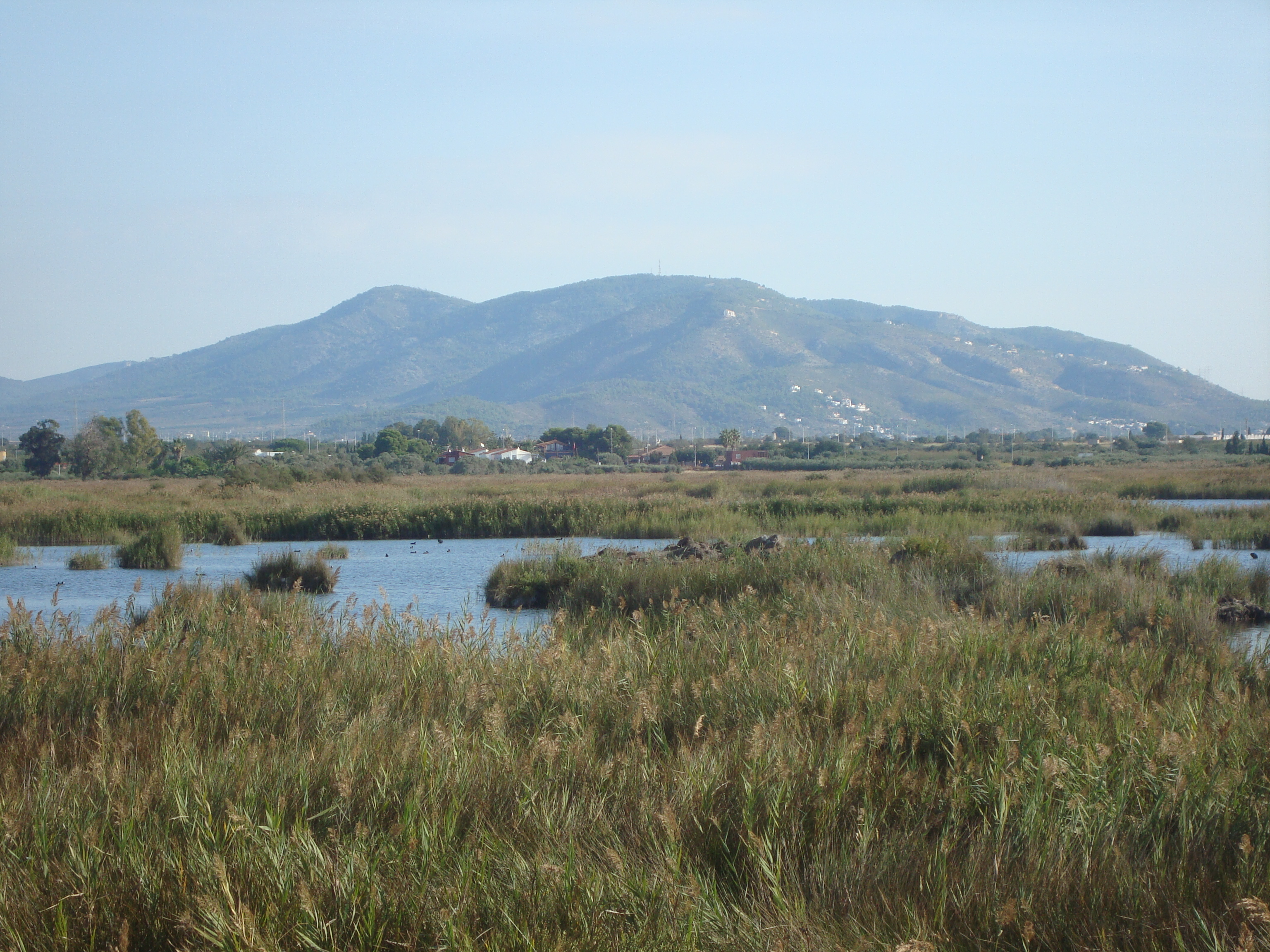
Paraje Natural del Prat de Cabanes-Torreblanca
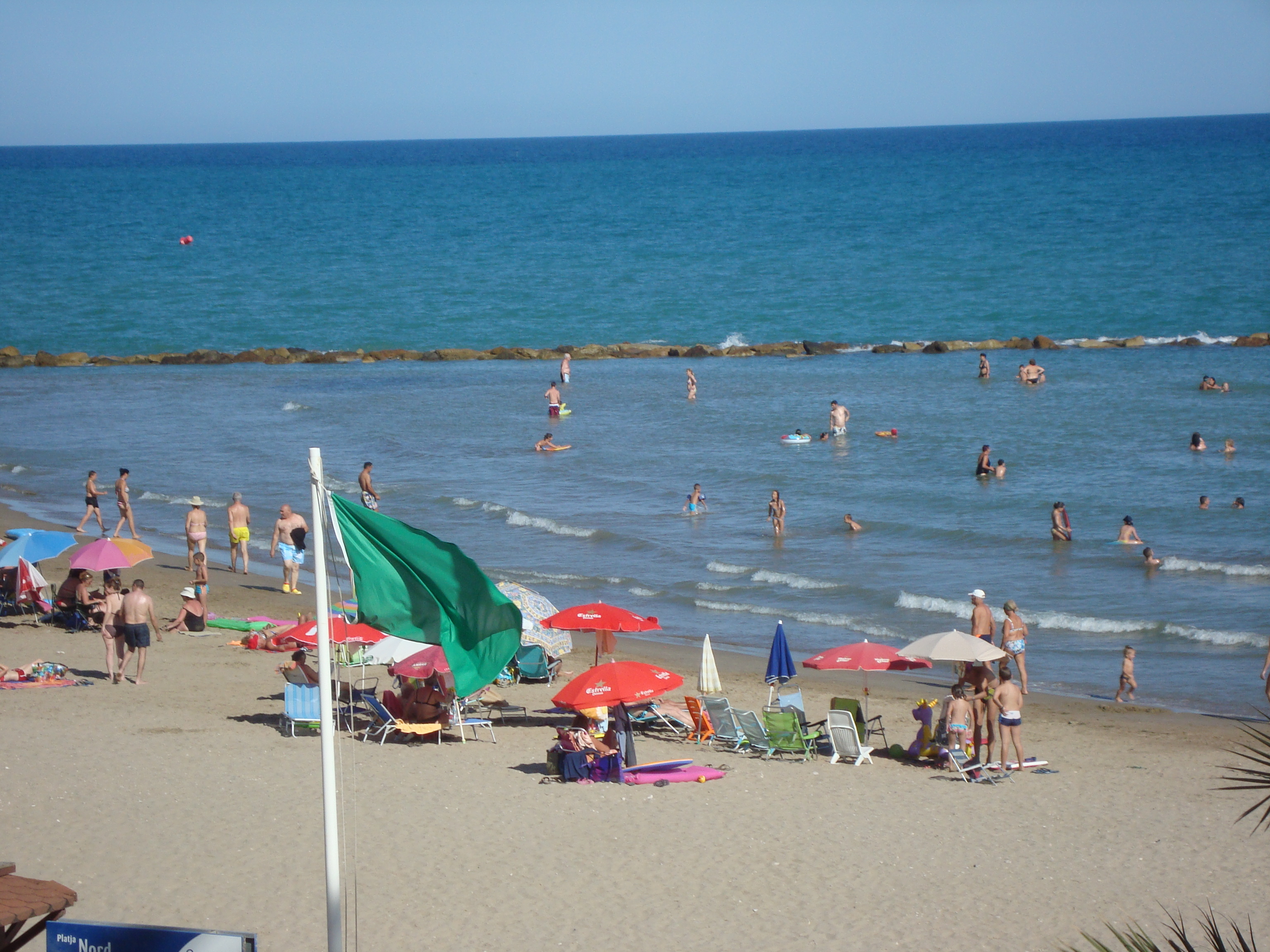
Plage du Nord de Torrenostra (Torreblanca)

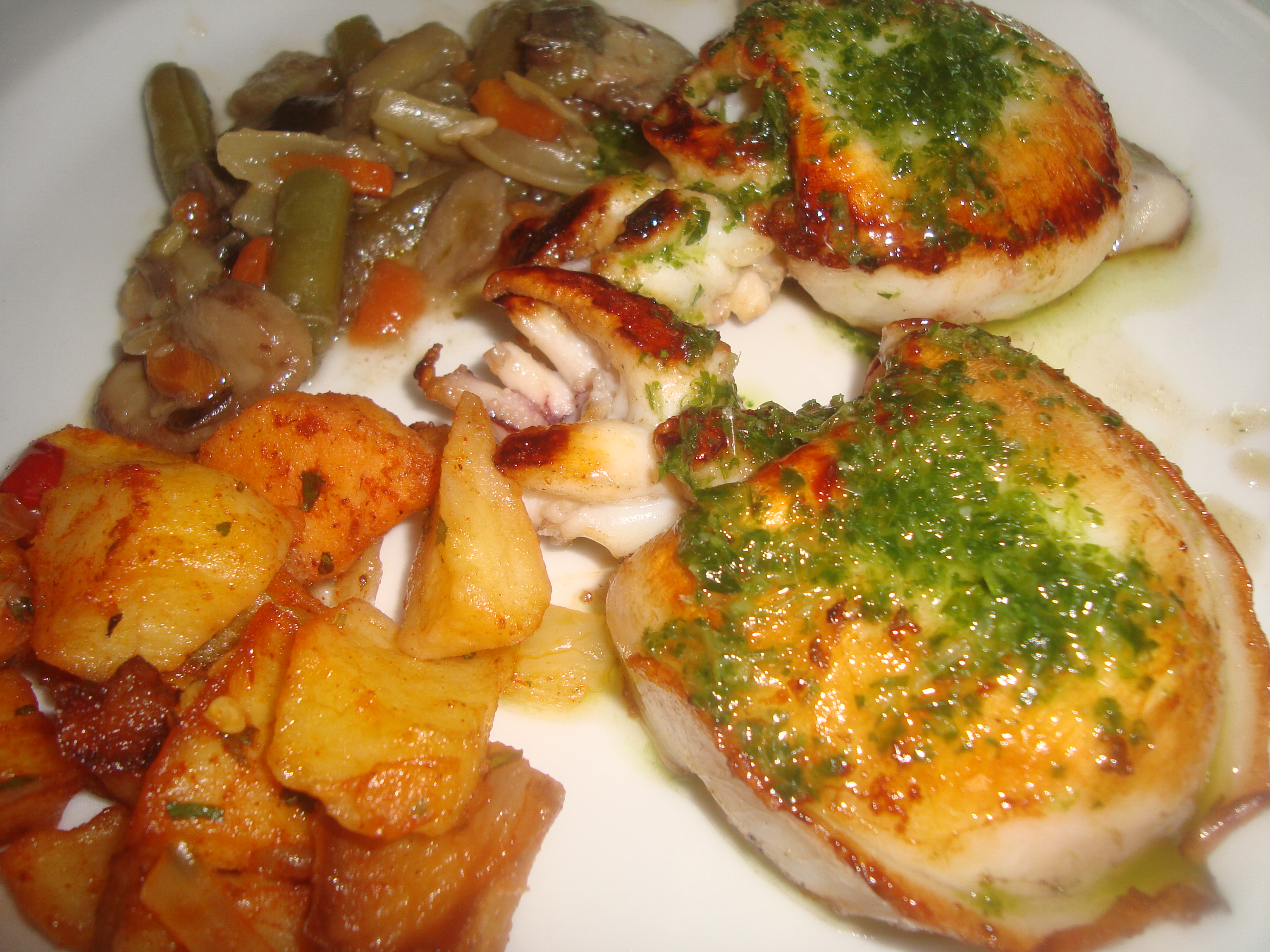
Gastronomie: Sepia grillé.

### Article connexe

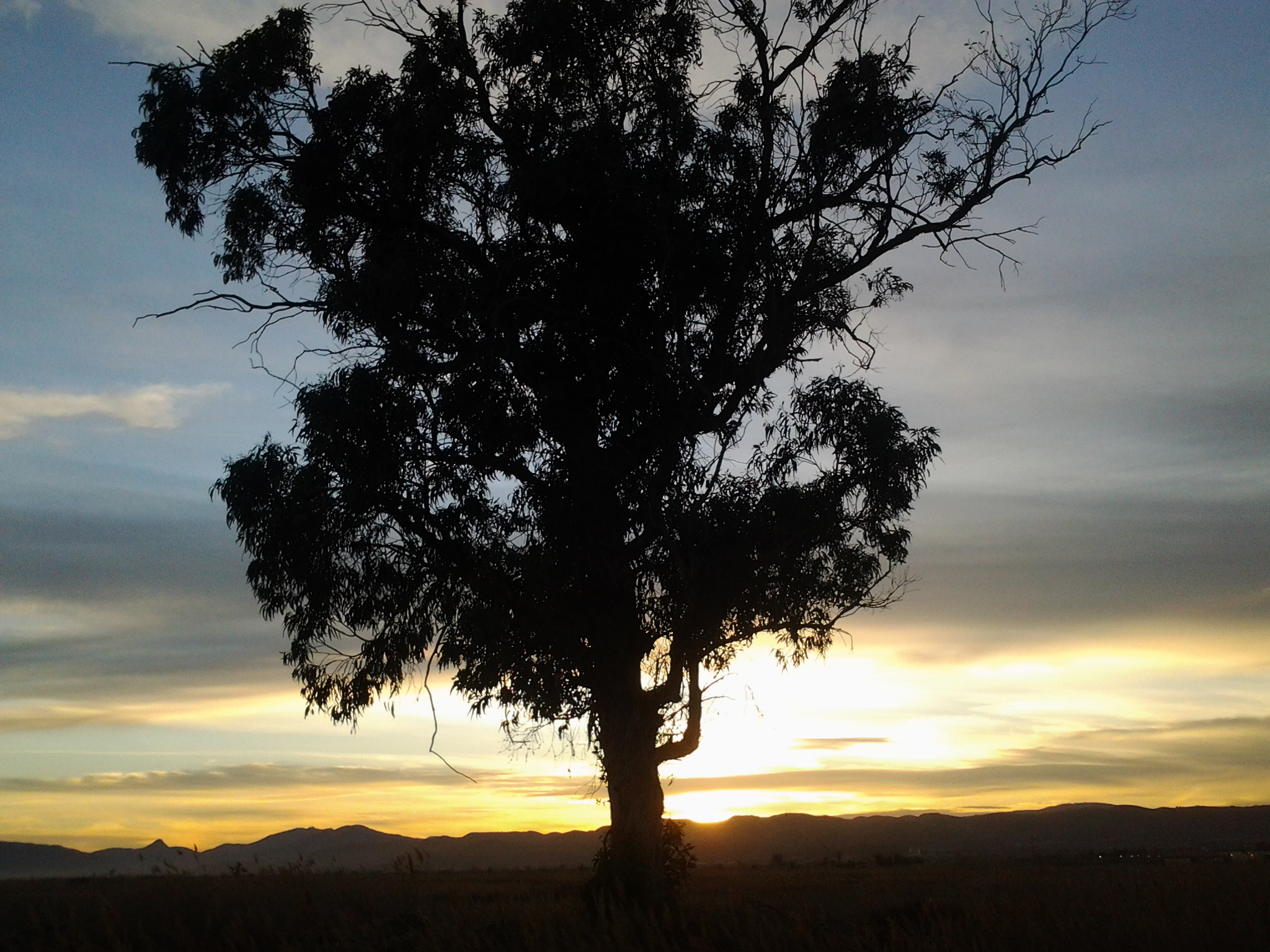
Coucher de soleil dans le parc naturel de Prat de Cabanes-Torreblanca